# Vrzdenec
Vrzdenec je naselje v Občini Horjul. Je majhno, gručasto naselje na prisojni strani horjulske doline, ki jo obdajajo številni hribi, kot so Reber (480 m), Bašev grič (477 m) in Tabor oz. Rožmanov hrib (419 m). Zaščitni znak Vrzdenca je veverica. Vsakoletna tradicija je streljanje veverice v soboto pred žegnanjem na Vrzdencu. Žegnanje je nedelja po sv. Lovrencu (10.avgust).
Na Vrzdencu se nahaja eden najpomembnejših umetnostnozgodovinskih spomenikov na Slovenskem, cerkev sv. Kancijana.
Na Vrzdencu se je rodila Neža Pivk, mati Ivana Cankarja. Po njej je imenovana pohodniška pešpot, »Po poteh Cankarjeve matere«, ki poteka od Vrzdenca do Vrhnike. Njen rojstni kraj je Cankar omenil v svoji črtici Vrzdenec (v zbirki črtic Podobe iz sanj).

## Izvor imena
Ime vasi se leta 1309 pojavi kot Schoͤnprun, leta 1343 kot Schoͤnprunen, leta 1364 kot Schönnprünne, med leti 1453 in 1499 kot Schonprun (razen leta 1498, ko je omenjen kot Schonproun). V preteklosti je bila vas znana po nemškem imenu Schönbrunn in Oberkrain (tj. Schönbrunn na Gorenjskem), ki je bil kasneje poslovenjeno v ime Vrzdenec.

## Zgodovina
Na območju Vrzdenca sta bili odkriti dve arheološki najdišči, arheološko najdišče Podtaber in arheološko najdišče Tabor. Arheološko najdišče Tabor obsega vzpetino Tabor jugozahodno nad Vrzdencem in je datirano v obdobje pozne bronaste dobe in starejše železne dobe. Tukaj so bile odkrite številne prazgodovinske najdbe, kot so bronast gumb, železna igla, ročaj meča itd. Le-te kažejo na poselitev v bronasti in železni dobi.
Arheološko najdišče Podtaber leži na nižjem vzhodnem vrhu vzpetine Tabor in je datirano v obdobje poznega srednjega veka. Na območju najdišča je dobro viden obrambni jarek in ostanki zidu, odkrite pa so bile gotske pečnice, lončenina, orožje in konjske uzde. Ostanki ruševin so bili opredeljeni kot protiturški tabor.

## Društva in organizacije

### PGD Vrzdenec
Prostovoljno gasilsko društvo Vrzdenec je bilo ustanovljeno 16. 10. 1932, istega leta je bil zgrajen tudi prvotni gasilski dom. Ta je postal središče vaškega dogajanja (npr. organiziranje vaških iger, na katerih so vaščani zbirali prispevke za gasilsko blagajno). Leta 1933 so kupili ročno vprežno brizgalno. Delovanje gasilskega društva je zamrlo med 2. svetovno vojno, v kateri je umrlo šest ustanovnih članov, zgornji del vasi pa je bil med bombardiranjem leta 1943 porušen. Društvo je ponovno oživelo med letoma 1946 in 1948, ko se mu je pridružilo 14 novih članov. Preko let je število članov raslo (leta 1968 so ustanovili pionirsko skupino PGD Vrzdenec itd.), prav tako pa je rasla želja po novem gasilskem domu, ki so ga po 7 letih gradnje leta 1985 slavnostno otvorili. Prav tako so v letih delovanja pridobili veliko gasilske opreme in vozil, najnovejše pa je gasilsko vozilo GCGP-1, ki so ga kupili leta 2012.
Decembra 2020 je društvo štelo 148 gasilcev, od tega 28 operativnih in 6 rezervnih članov, 25 pionirjev, 19 mladincev ter 1 gasilec pripravnik, 8 veteranov in 61 podpornih članov.

### Zoopark Rožman
Zoopark Rožman ni živalski vrt v pravem pomenu besede, ampak je bil že od svojega začetka (in dolga leta pred tem) dom za zavržene, odpisane, poškodovane in osirotele živali. Največkrat so tukaj pomoč našle osiroteli in poškodovani srnji mladički, poleg njih pa še divji prašički, medvedji mladiči ter druge divje živali. Kljub težavam zaradi sprejetja evropske zakonodaje leta 2003, ki je prepovedala pomoč pomoči potrebnim živalim, je zoopark leta 2007 dobil dovoljenje za delovanje kot živalskemu vrtu podoben prostor. To dovoljenje je omogočilo nadaljnjo prostovoljno delovanje. Od takrat je park postal večji in je 19. 4. 2013 pridobil status živalskega vrta.
V zooparku lahko vidimo domorodne živali, kot so alpski kozorogi, konji, rjavi medved, račke, kokoši ter druge. Prav tako pa lahko vidimo tujerodne živali, kot so indijski ježevci, dva nanduja, polarni in ameriški volk, dva tigra, severnoameriški rakuni in druge.